# Сатавадо
Сатавадо (груз. სათავადო, дословно — «удельное владение») — крупная феодальная и землевладельческая и феодально-иерархическая политическая единица в XV—XVIII веках в Грузии.
Историю тавади и эристави по сей день преподают в грузинских учебниках истории, причём потомки грузинской знати стараются максимально сохранить её как в Грузии, так и за границей, как знак культурного наследия и как способ почтить их предков.

## История
Сатавадо сформировались во времена политического и экономического краха единого Грузинского царства, за счёт эксплуатации крестьян и подавления неприкосновенности феодалов, когда они сформировали новый класс тавади (в Российской империи титул был приравнен к князю), или же герцог (თავადი). Тавади были одним из высших чинов грузинской знати, уступая только царской семье Грузии (различным ветвям царской династии Багратионов). Титул тавади был эквивалентен европейским титулам принца и герцога. В истории Грузии были разные ранги князей. Другие звания представляли собой мтавари (полунезависимый князь) и эристави (крупный князь).
Экономический упадок Грузии приводил к подрыву основ её политического единства. Многие города прекратили своё существование, другие влачили жалкую жизнь, резко сократилась выработка ремесленных изделий, и соответственно ослабли обмен и торговля.
Мтавары и дидебулы-азнауры добились права наследственного владения крепостными и землями, которые жаловали им цари в виде «дидеба». Мтаварам и эриставам, как патронам, подчинились азнауры и мдабиуры-воины, державшие земельные наделы в их самтавро и эриставствах.
Эриставы-эриставов воспользовались таким ослаблением царской власти и, при активной поддержке монголов, они, как мтавары, присвоили себе прерогативы царя и его полномочия.
В это же время на основе тех же социально-экономических отношений формировалась более мелкая, самодовлеющая организация, именно «дом» (сахли) дидебул-азнаура — сатавадо, который становится главной опорой усилившихся мтаваров или измельчавших царей.
К XIV веку дидебулы-азнауры, эти непосредственные социальные предки позднейших тавадов (князей), уже выделились из общего слоя азнауров и составили собою отдельное сословие. Теперь для окончательного формирования сатавадо не хватало только условия, чтобы государь (царь или мтавар) предоставил дидебул-азнауру право выставлять войско с территории своего дома. С реализацией этого условия отпал, как уже излишний, институт эриставов с соответствующим переходом его военной функции к тавадам.
Долгий период господства иноземных захватчиков крайне ослабил центральную политическую и экономическую власть, что и стало главной причиной восстания различных сатавадо. Грузинские регионы утратили между собой экономические взаимосвязи. В стране нарастала феодальная анархия. Ослабевший от этих факторов монарх не мог выполнять свою главную функцию — держать в покорности своих дворян и сохранять феодальный порядок в стране.
Сатавадо создавались союзом феодальных родов (объединением по присяге). Крупные феодалы, объединившиеся в сатавадо, присвоили территории бывшего царя или получили право управлять территориями (саэриставо, оно же княжество, сацикиставо, и другие). Азнаури (дворяне) подчинялись и служили тавади (принцу или герцогу), выполняя все их приказы дипломатического, секретарского и военного характера. Тавади создали свои собственные правительственные учреждения независимо от царя (слуги, регулярная армия и тому подобные) и столкнулись с системой центрального правительства, царской системой. Некоторые ветви (побочные) царской династии Багратионов также носили тавадский титул (к примеру, Багратиони-Давитишвили).
Когда Грузия была объединена (XI—XIII вв.), страна стала сильной в экономическом и социальном отношении, царская роль была могущественной, и такие феодальные институты существовали и в более едином государстве, а феодальные правители носили вместо этого титул эристави, лишь со временем оно превратится в тавади. Многие тавади начали своё правление в качестве замены умершим династиям эристави. Часть сатавадо была создана на базе саэриставств, княжеств, таких как:
- Ксанское эриставство,
- Арагвское эриставство,
- Эриставство Рача,
- и прочие.

Однако титул «эристави» возродился через несколько столетий, когда возникло несколько конфликтов между недавно провозглашёнными или самопровозглашёнными эристави, ведущими войну против династий с тавадским достоинством за право на власть. Это привело к смене правителей между эриставами и тавадами. В конце концов, многие эристави превратили свой титул в фамилию, как, например, Эристави-Арагвские.
Тавади же этого не сделали, вместо этого они сохранили свои фамилии нетронутыми и продолжали править многими землями, которыми владели и прежде. Замки и поместья создавались тавадами на протяжении долгого периода их истории. Среди них были пожалованные, награждённые, приданные и присвоенные силой имения. В разгар Средневековья, некоторые тавадские семьи на своей территории переросли власть и влияние некоторых ветвей царской семьи, но всё же многие тавади, хотя де-факто оставшиеся полностью независимыми, предпочли остаться верными различным ветвям царской династии Багратионов, часто работая с ними бок о бок, в качестве советников и послов.
Как тавади, так и эристави и мтавари сохранили свои дворянские права и зарегистрировали их также заграницей, наряду с царскими ветвями династии Багратионов, особенно в русских дворянских книгах, таких как «Бархатная книга», предназначенных только для высших чинов грузинской знати, Российский Императорский список княжеских родов Грузии и Имеретии и различные гербовые реестры. Многие тавады и эриставы эмигрировали в Европу, где заключали браки с иностранными дворянами и членами королевских династий.

### Дальнейшая судьба
Система сатавадо разъединила феодальную Грузию и сделала воссоединение страны невозможным. Это облегчало влияние иноземных захватчиков (в частности, Османской империи и Персии) и помогало им сохранять власть, поэтому они поддерживали сатавадо. Социально-экономических причин для их существования больше не было; сатавадо были разделены между разными частными дворянами. Сатавадо были упразднены в XIX веке, когда Грузия была полностью оккупирована Российской империей.

## Виды сатавадо

### Общее имение
«Общее имение» («საერთო») — имение, которым обычно пользовались семьи, принадлежащие к одному и тому же Сатавадо. Общим имением распоряжался тавади, назначаемый главами и других тавадских родов. Они платили «государственные налоги», а остальную часть доходов делили между родами.

### Княжеское имение
«Княжеское имение» («საუფლისწულო») — жаловалось феодальному роду в управление им на некоторое время. Временное владение «княжеским имением» не разрешало ничего продавать или изменять по крепостно-феодальным правилам. Такие действия происходили только с согласия тавада, непосредственно владевшим имением, которое арендовалось.

### Частное имение
«Частное имение» («სათავისთაო») — личные усадьбы тавадов были наиболее прогрессивным типом землевладения. Они находились в индивидуальной собственности только одной тавадской семьи, которая передавалась по наследству или была пожалована за хорошую службу царю или передана в приданое. Земли в индивидуальной собственности были частной собственностью. Владелец мог продать, отдать в приданое или сделать что-то ещё со своим имуществом. Этот вид собственности способствовал развитию интенсивного земледелия. Эксплуатация прислуги была более сдержанной, чем в «общих имениях» или «княжеских имениях».

## Список сатавадо
Многие из сатавадо были названы в честь семей, которым они принадлежали.

### Сатавадо вКартлийском царствебыли
- Ксани (князей Эристави-Ксанских),

- Арагви (князей Эристави-Арагвских),

- Самухранбатоно (князей Багратион-Мухранбатони), также использовалось как садрошо;

- Саамилахвро (князей Амилахвари), также использовалось как садрошо;

- Сацициано (князей Цицишвили), также использовалось как садрошо;

- Сабаратиано (князей Бараташвили).

- Садавитишвило (князей Багратион-Давитишвили)[5]

### ВИмеретинском царстве
- Мхеидзета (князей Мхеидзе),

- Чхеидзета (князей Чхеидзе),

- Микеладзета (князей Микеладзе),

- Рачис Эриставта (Рачинских Эриставов),

- Абашидзета (князей Абашидзе),

- Церетельта (князей Церетели).

### ВГурийском княжестве
- Мачутадзета (дворян Мачутадзе),

- Гуриис-эриставта (князей Гуриели).

### ВОдиши (Мегрельском княжестве)
- Салипартиано,

- Чиладзета,

- Гошадзета,

- Джайанта,

- Чичуата (князей Чичуа),
- Чиквнта, и другие.

### ВАбхазском княжестве
- СамурзаканСатавадо в Кахетии не существовало, вместо этого за всё отвечали епископы. Это необычное решение кахетинских царей решило проблему с мятежными феодалами, которые истощали соседнюю Картли, пока в той же Кахетии царил относительный мир и порядок.[6]